# Joan Urdangarin i de Borbó
Joan Valentí Urdangarin i de Borbó (Barcelona, 29 de setembre de 1999) és un aristòcrata espanyol, fill primogènit de la infanta Cristina de Borbó i Iñaki d'Urdangarín, antics ducs de Palma. És setè en la línia de successió al tron espanyol.
Va néixer a Barcelona el 29 de setembre de 1999, fill primogènit de la infanta Crstina de Borbó i d'Iñaki Urdangarin, ducs de Palma fins a 2015. És el setè en la línia successòria al tron d'Espanya. Va passar la seva infància a Barcelona fins a l'agost de 2009, en què la família va traslladar-se a Washington, a causa de l'escàndol arran de l'esclat del cas Nóos, que va suposar l'empresonament del seu pare i va esquitxar també la seva mare, fets que van provocar assetjament escolar contra ell a Espanya.
El 2017 va graduar-se a l'École Internationale de la Route de Chêne (Ecolint) de Ginebra, on va cursar batxillerat internacional. El 2018 va iniciar els seus estudis de Relacions Internacionals a la Universitat d'Essex, després d'un any esperant que el seu pare ingressés a presó. S'ha dedicat a l'activitat cooperativista com a voluntari, especialment en projectes promoguts des d'organitzacions cristianes, ateses les seves fortes creences religioses. Durant el 2020, va estar instal·lat a Madrid, per estar a prop del seu pare, que era a la presó de Brieva, afavorit per l'estudi a distància promogut per les universitat durant la pandèmia de covid-19. Mentre s'estava a la capital, va treballar amb Entreculturas, una entitat de cooperació, vinculada a la Companyia de Jesús. Tanmateix, uns mesos després va tornar al Regne Unit a acabar els estudis.
Després de llicenciar-se a ha viscut a diversos llocs, per instal·lar-se de manera definitiva a la ciutat de Londres, on treballa en l'àmbit de la cooperació, i porta una vida discreta i anònima.

## Títols
- 29 de setembre de 1999 - actualitat: Excel·lentíssim senyor don Juan Valentín de Todos los Santos Urdangarin i Borbó, gran d'Espanya.